# Nvidia Titan

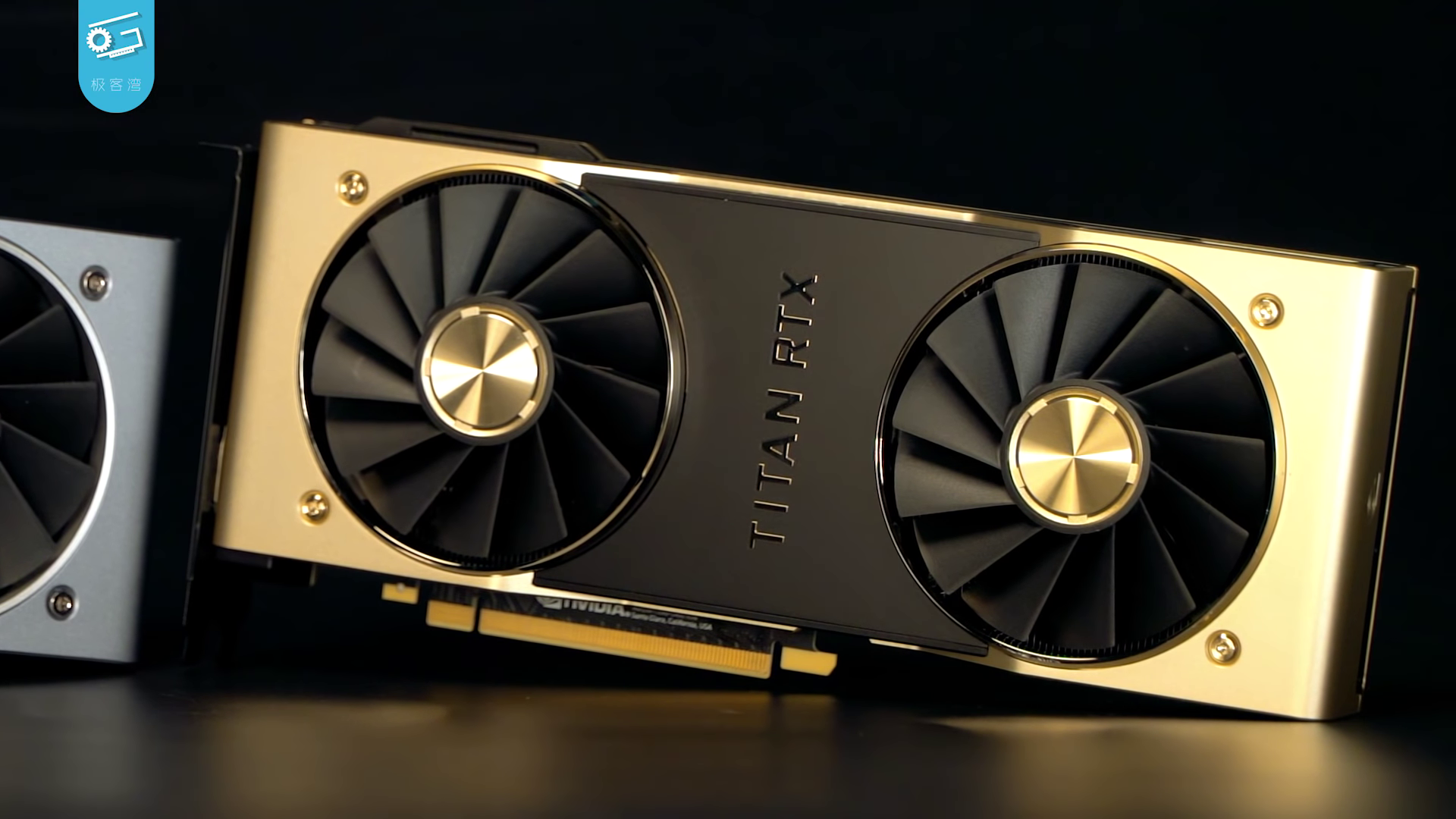
Die Titan RTX als Vertreterin der „Titan“-Serie

Nvidia Titan ist eine Serie von Desktop-Grafikprozessoren des Unternehmens Nvidia. Die Titan-Grafikkarten waren zunächst der GeForce-Serie zugeordnet worden und repräsentierten in der Regel das leistungsfähigste Modell der aktuellen Serie. Als Besonderheit verfügten die Modelle teilweise über Eigenschaften, die normalerweise nur bei den professionellen Serien, Quadro und Tesla, vorzufinden sind (wie zum Beispiel erhöhte Performance beim Rechnen mit doppelter Genauigkeit). Als im August 2016 die Titan X auf den Markt kam, verzichtete Nvidia erstmals auf die Bezeichnung GeForce und die Einordnung in die damalige GeForce-10-Serie. Mit der Titan V Ende 2017 kam dann erstmals eine Architektur zum Einsatz (Volta-Architektur auf dem GV100), die nicht in der normalen GeForce-Serie verwendet wird. Inzwischen fungiert die Titan-Serie als Hybrid-Serie zwischen der GeForce- und den professionellen Serien, Quadro und Tesla.

## Datenübersicht

### Grafikprozessoren
| Grafik- chip    | Fertigung | Fertigung      | Fertigung     | Einheiten        | Einheiten | Einheiten           | Einheiten       | Einheiten         | Einheiten     | Einheiten | L2- Cache | API-Support | API-Support | API-Support | API-Support | API-Support | Video- prozessor | Bus- Schnitt- stelle |
| Grafik- chip    | Pro- zess | Transi- storen | Die- Fläche   | ROP- Partitionen | ROPs      | Unified-Shader      | Unified-Shader  | Textur- einheiten | Tensor- Kerne | RT- Kerne | L2- Cache | DirectX     | OpenGL      | OpenCL      | CUDA        | Vulkan      | Video- prozessor | Bus- Schnitt- stelle |
| Grafik- chip    | Pro- zess | Transi- storen | Die- Fläche   | ROP- Partitionen | ROPs      | Stream- prozessoren | Shader- Cluster | Textur- einheiten | Tensor- Kerne | RT- Kerne | L2- Cache | DirectX     | OpenGL      | OpenCL      | CUDA        | Vulkan      | Video- prozessor | Bus- Schnitt- stelle |
| --------------- | --------- | -------------- | ------------- | ---------------- | --------- | ------------------- | --------------- | ----------------- | ------------- | --------- | --------- | ----------- | ----------- | ----------- | ----------- | ----------- | ---------------- | -------------------- |
| GK110 (A1 / B1) | 28 nm     | 7,08 Mrd.      | 561 / 533 mm² | 6                | 48        | 2880                | 15              | 240               | -             | -         | 1536 kB   | 11          | 4.6         | 1.2         | 3.5         | 1.1.95      | VP5              | PCIe 3.0             |
| GM200           | 28 nm     | 8 Mrd.         | 601 mm²       | 6                | 96        | 3072                | 24              | 192               | -             | -         | 3072 kB   | 12.1        | 4.6         | 1.2         | 5.2         | 1.1.95      | VP6              | PCIe 3.0             |
| GP102           | 16 nm     | 12,0 Mrd.      | 471 mm²       | 12               | 96        | 3840                | 30              | 240               | -             | -         | 3072 kB   | 12.1        | 4.6         | 1.2         | 6.1         | 1.1.95      | k. A.            | PCIe 3.0             |
| GV100           | 12 nm     | 21,1 Mrd.      | 815 mm²       | 6                | 128       | 5376                | 42              | 336               | 640           | -         | 6144 kB   | 12.1        | 4.6         | 2.0         | 7.0         | 1.1.95      | k. A.            | PCIe 3.0             |
| TU102           | 12 nm     | 18,6 Mrd.      | 754 mm²       | 6                | 96        | 4608                | 72              | 288               | 576           | 72        | 6144 kB   | 12.1        | 4.6         | 2.0         | 7.5         | 1.1.95      | k. A.            | PCIe 3.0             |

### Modelldaten
| Modell                  | Offizieller Launch | Grafikprozessor (GPU) | Grafikprozessor (GPU) | Grafikprozessor (GPU) | Grafikprozessor (GPU) | Grafikprozessor (GPU) | Grafikprozessor (GPU) | Grafikprozessor (GPU) | Grafikprozessor (GPU) | Grafikprozessor (GPU) | Grafikspeicher  | Grafikspeicher  | Grafikspeicher      | Leistungsdaten             | Leistungsdaten             | Leistungsdaten  | Leistungsdaten  | Leistungsdaten                    | Leistungsaufnahme | Leistungsaufnahme | Leistungsaufnahme |
| Modell                  | Offizieller Launch | Typ                   | Aktive Einheiten      | Aktive Einheiten      | Aktive Einheiten      | Aktive Einheiten      | Aktive Einheiten      | Aktive Einheiten      | Chiptakt              | Chiptakt              | Speicher- größe | Speicher- takt  | Speicher- interface | Rechenleistung (in GFlops) | Rechenleistung (in GFlops) | Füllrate        | Füllrate        | Speicher- bandbreite (in GByte/s) | MGCP              | Messwerte         | Messwerte         |
| Modell                  | Offizieller Launch | Typ                   | ROPs                  | Shader- Cluster       | ALUs                  | Textur- einheiten     | Tensor- Kerne         | RT- Kerne             | Standard              | Boost                 | Speicher- größe | Speicher- takt  | Speicher- interface | SP (MAD)                   | DP (FMA)                   | Pixel (in GP/s) | Texel (in GT/s) | Speicher- bandbreite (in GByte/s) | MGCP              | Idle              | 3D-Last           |
| ----------------------- | ------------------ | --------------------- | --------------------- | --------------------- | --------------------- | --------------------- | --------------------- | --------------------- | --------------------- | --------------------- | --------------- | --------------- | ------------------- | -------------------------- | -------------------------- | --------------- | --------------- | --------------------------------- | ----------------- | ----------------- | ----------------- |
| GeForce GTX Titan       | 19. Feb. 2013      | GK110-400-A1          | 48                    | 14                    | 2688                  | 224                   | -                     | -                     | 837 MHz               | 876 MHz               | 6 GB GDDR5      | 1502 (3004) MHz | 384 Bit             | 4499,7                     | 1311,7                     | 33,5            | 187,5           | 288,4                             | 250 W             | 12 W              | 206 W             |
| GeForce GTX Titan Black | 18. Feb. 2014      | GK110-430-B1          | 48                    | 15                    | 2880                  | 240                   | -                     | -                     | 889 MHz               | 980 MHz               | 6 GB GDDR5      | 1753 (3506) MHz | 384 Bit             | 5120,6                     | 1706,9                     | 35,6            | 213,4           | 336,6                             | 250 W             | 13 W              | 230 W             |
| GeForce GTX Titan Z     | 28. Mai 2014       | 2× GK110-350-B1       | 2× 48                 | 2× 15                 | 2× 2880               | 2× 240                | -                     | -                     | 705 MHz               | 876 MHz               | 2× 6 GB GDDR5   | 1753 (3506) MHz | 2× 384 Bit          | 2× 4060,8                  | 2× 1353,6                  | 2× 28,2         | 2× 169,2        | 2× 336,6                          | 375 W             | 21 W              | 365 W             |
| GeForce GTX Titan X     | 17. Mrz. 2015      | GM200-400-A1          | 96                    | 24                    | 3072                  | 192                   | -                     | -                     | 1002 MHz              | 1075 MHz              | 12 GB GDDR5     | 1753 (3506) MHz | 384 Bit             | 6604                       | 206                        | 103,2           | 206,4           | 336,6                             | 250 W             | 13 W              | 240 W             |
| Titan X                 | 2. Aug. 2016       | GP102-400-A1          | 96                    | 28                    | 3584                  | 224                   | -                     | -                     | 1417 MHz              | 1531 MHz              | 12 GB GDDR5X    | 2500 (5000) MHz | 384 Bit             | 10974                      | 343                        | 147             | 342,9           | 480                               | 250 W             | 11 W              | 220 W             |
| Titan Xp                | 6. Apr. 2017       | GP102-450-A1          | 96                    | 30                    | 3840                  | 240                   | -                     | -                     | 1404 MHz              | 1582 MHz              | 12 GB GDDR5X    | 2850 (5700) MHz | 384 Bit             | 12150                      | 380                        | 151,9           | 379,7           | 547,2                             | 250 W             | 12 W              | 245 W             |
| Titan V                 | 7. Dez. 2017       | GV100-400-A1          | 96                    | 80                    | 5120                  | 320                   | 640                   | -                     | 1200 MHz              | 1455 MHz              | 12 GB HBM2      | 425 (850) MHz   | 3072 Bit            | 14899                      | 7450                       | 139,7           | 465,6           | 652,8                             | 250 W             | k. A.             | k. A.             |
| Titan V „CEO Edition“   | 21. Jun. 2018      | GV100-450-A1          | 128                   | 80                    | 5120                  | 320                   | 640                   | -                     | 1200 MHz              | 1530 MHz              | 32 GB HBM2      | 425 (850) MHz   | 4096 Bit            | 15667                      | 7834                       | 195,8           | 489,6           | 870,4                             | 250 W             | 15 W              | 250 W             |
| Titan RTX               | 18. Dez. 2018      | TU102-400A-A1         | 96                    | 72                    | 4608                  | 288                   | 576                   | 72                    | 1350 MHz              | 1770 MHz              | 24 GB GDDR6     | 3500 (7000) MHz | 384 Bit             | 16312                      | 510                        | 169,9           | 509,8           | 672                               | 280 W             | k. A.             | k. A.             |